# 이성린

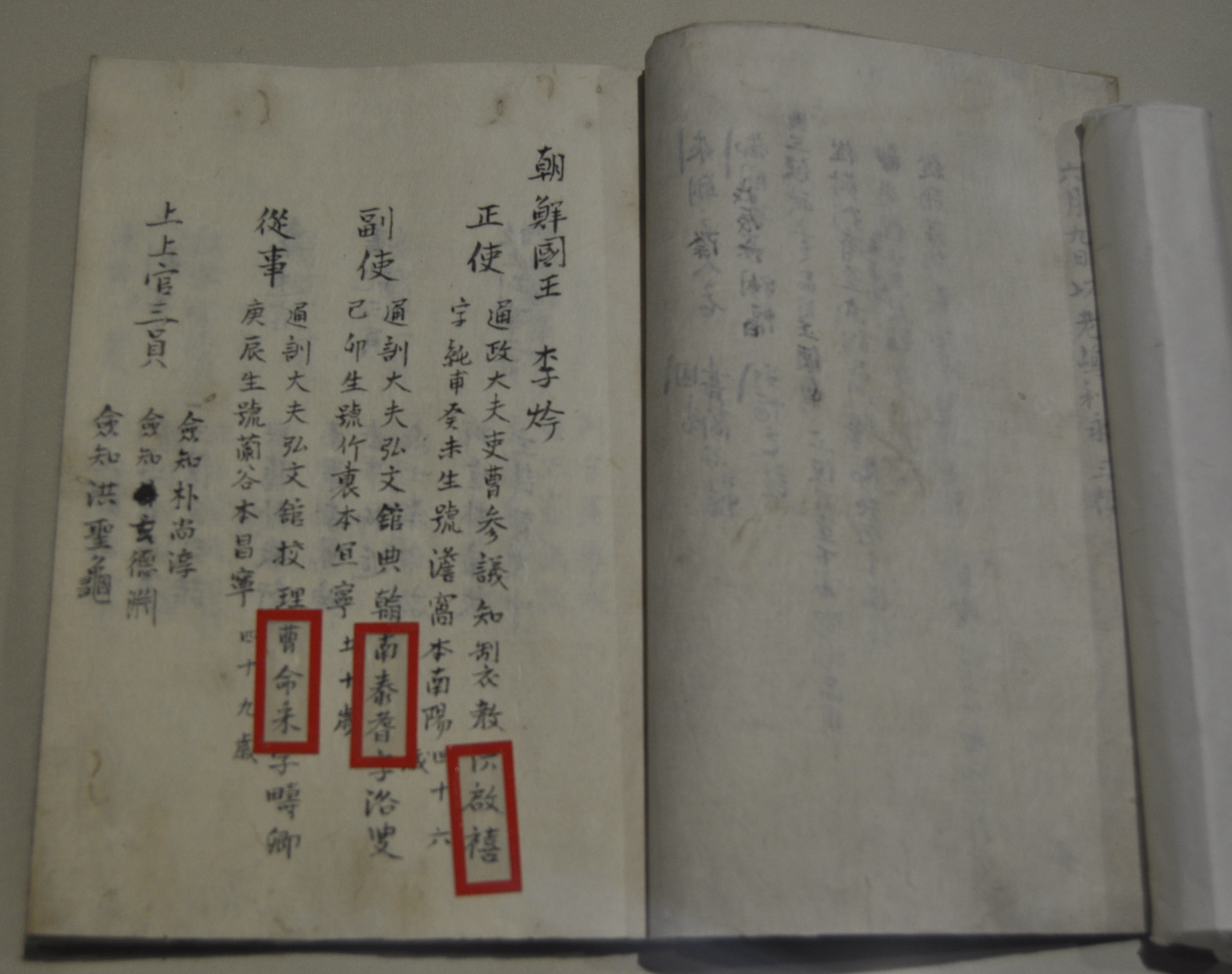
《조선인래조기(朝鮮人來朝記)》. 1748년 통신사가 파견되었을 당시 일본에서 기록한 책이다. “조선국왕 이금(영조) 朝鮮國王 李衿, 정사 홍계희(洪啓禧), 부사 남태기(南泰耆), 종사 조명채(曺命采)”의 이름이 보인다. 또한 부산에서 대마도를 거쳐 에도江戶에 이르는 통신사 노정을 보여주는 「사로승구도」를 그린 화원 이성린(李聖麟)의 이름도 찾아볼 수 있다.

이성린(李聖麟, 1718년 ~ 1770년)은 조선 후기의 화가이다. 본관은 전주, 자는 덕후(德侯), 호는 소재(蘇齋)이다.
1748년 통신사의 공식 화원으로 일본에 다녀왔다. 대표적인 작품으로 사로승구도가 있다.